# Nicola Amati

Stemma Amati

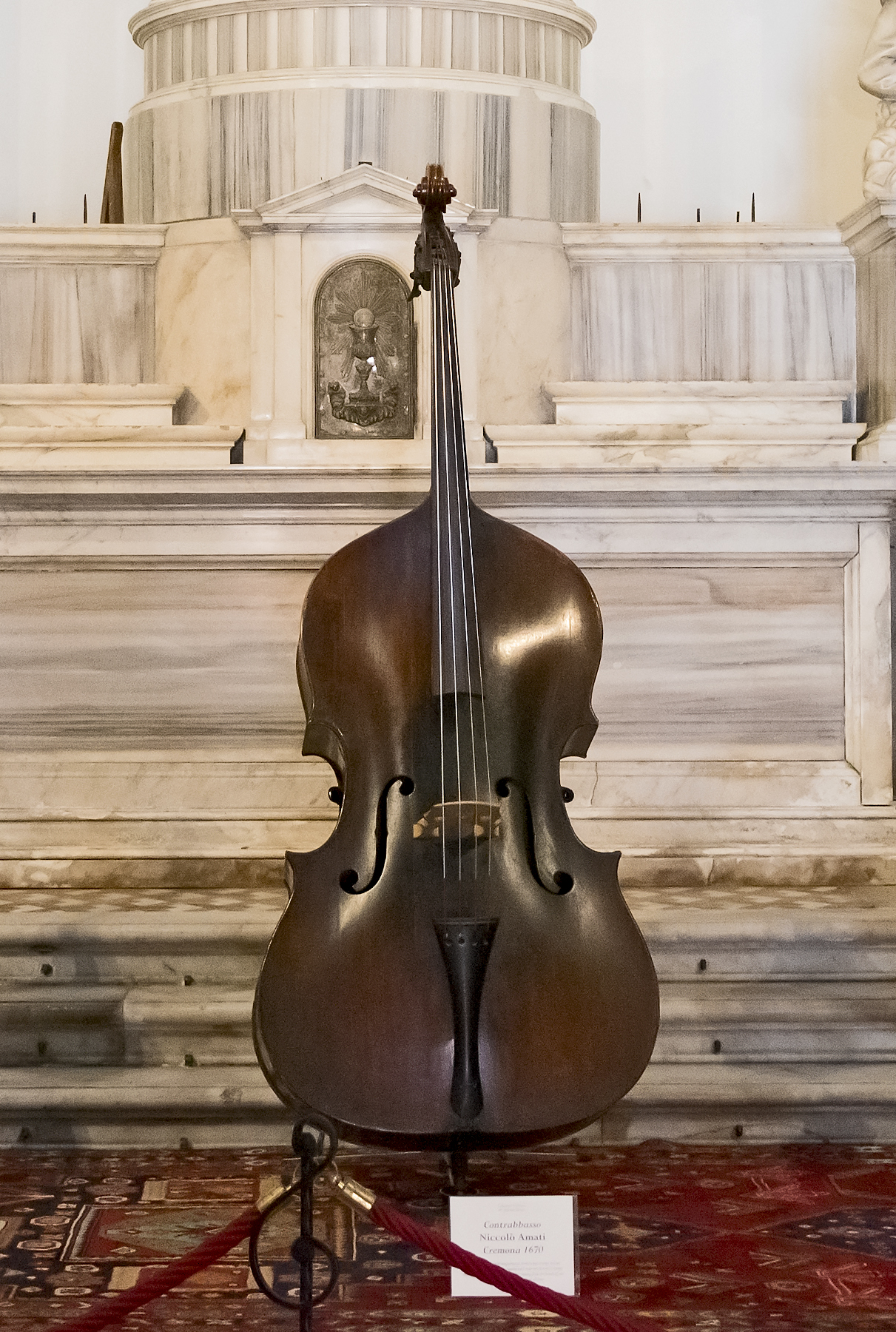
Niccolò Amati - Contrabbasso

Nicola Amati (Cremona, 3 settembre 1596 – 12 agosto 1684) è stato un liutaio italiano, membro più insigne della famiglia Amati, celebri liutai di Cremona.

## Biografia
Nicola o Nicolò o Nicolao, quinto figlio di Girolamo e nipote di Andrea, ben presto divenne anche il più noto liutaio della famiglia. I suoi strumenti di straordinaria raffinatezza possiedono la tavola e il fondo maggiormente arcuati rispetto a quelli precedenti, sono costruiti con legname scelto e dalle venature regolari. I fori sulla tavola sono di delicata fattura, il riccio è ricamato con grazia e la vernice è trasparente, ma di un tono ricco e profondo. Il timbro dei suoi strumenti è dolce e leggero.
Solitamente Nicola costruiva i violini seguendo uno schema che lo portava a elaborare esemplari non troppo grandi, pur esistendo esempi di violini di dimensioni maggiori detti "i grandi violini Amati", oggi di grande valore. La forma era rigonfia nel ventre e nel dorso, anche se la tendenza era di progettare uno strumento sempre più piatto. La tavola armonica era formata da un legno tenero e morbido, talvolta dalla vena striata. Costruì anche un buon numero di eccellenti viole e violoncelli.
Dalla moglie, Lucrezia Pagliari, ebbe due figli, tra cui Girolamo II (1649-1740), ultimo liutaio della famiglia.
Tra i suoi allievi vi furono i grandi liutai Antonio Stradivari, Andrea Guarneri nonno di Guarneri del Gesù, con cui perfezionò l'arco del violino, Alessandro Gagliano capostipite di una celebre famiglia di liutai napoletani, e Jacobus Stainer, famoso liutaio tirolese.